# Cérans-Foulletourte
Cérans-Foulletourte är en kommun i departementet Sarthe i regionen Pays de la Loire i nordvästra Frankrike. Kommunen ligger i kantonen Pontvallain som tillhör arrondissementet La Flèche. År 2022 hade Cérans-Foulletourte 3 365 invånare.

## Befolkningsutveckling
Antalet invånare i kommunen Cérans-Foulletourte
| Referens: INSEE |